# Cú Palau
Cú Palau, tên khoa học Pyrroglaux podarginus, là một loài chim trong họ Strigidae.